# 21 Jump Street (filme)
21 Jump Street (bra: Anjos da Lei; prt: Agentes Secundários) é um filme de ação e comédia, estrelado por Jonah Hill e Channing Tatum, escrito pelo próprio Jonah Hill e por Michael Bacall e dirigido por Phil Lord e Christopher Miller. Baseado na série de televisão homônima de Stephen J. Cannell e Patrick Hasburgh, o filme mostra dois oficiais de polícia que são forçados a reviver os tempos de escola quando são designados a ir disfarçados de estudantes do ensino médio para evitar a eclosão de uma nova droga sintética e prender seu fornecedor. O filme foi lançado nos cinemas americanos em 16 de março de 2012, e conquistou o sucesso comercial e de crítica.

## Enredo
Morton Schmidt (Jonah Hill) e Greg Jenko (Channing Tatum) são ex-colegas que se encontram novamente na academia de polícia. Schmidt, obcecado por Eminem era um nerd gordinho enquanto Jenko era um atleta fortão e popular. Eles acabam se tornando melhores amigos na academia de policia, com um ajudando na fraqueza do outro, Schmidt ajuda Jenko a estudar para ser aprovado e Jenko ajuda Schmidt através da atividade física. Como escolheram, se formam juntos e são os parceiros, esperando combater o tráfico, são escalados para patrulhar a praça. Eles avistam um grupo de motoqueiros e ao encontrar drogas, conseguem prender seu líder Domingo (DeRay Davis). No entanto, a primeira prisão foi um fracasso, o departamento de policia é obrigado a liberá-lo por que Jenko esqueceu o texto de direitos do preso em flagrante. Os dois são transferidos para a reciclagem de antigos policiais, chamada 21 Jump Street (Anjos da Lei).
Eles são apresentados ao capitão Dickson (Ice Cube), que explica a divisão especializada, na qual foram escolhidos por suas aparências jovens, para infiltrá-los em escolas. Schmidt e Jenko são atribuídos a investigar uma nova droga sintética que se espalha para outras escolas e devem encontrar o fornecedor. Capitão Dickson cria novas identidades e os relaciona como irmãos que vivem na casa dos pais de Schmidt. Ao chegar na escola, o antigo popular Jenko tenta ensinar Schmidt as "manhas" dos populares de antigamente, mas Jenko sequer conhece os grupos de jovens da atualidade, reconhecendo apenas os góticos. Jenko briga no primeiro dia de escola e por não terem estudado suas novas identidades, ao chegar no diretor, acabaram trocando seus papeis, previamente matriculados em áreas em que se encaixavam, como Jenko em corrida e Schmidt em química. Eles descobrem que o traficante principal é Eric (Dave Franco), mas ele não é o fornecedor.
Eles vão para a sala de negociação da droga, esta que Schmidt descobriu ao falar com uma aluna da aula de teatro (Molly). Já na sala, Eric obriga-os a tomar a droga lá para saber que eles querem mesmo e não são policiais. Eles tentam fazê-lo mudar de ideia, sem êxito, e eles passam por todas as fases da droga, até mesmo quando o professor Sr. Walters (Rob Riggle) os aborda, e também durante as aulas de corrida e música. O desempenho hilário de Schmidt na corrida fazem Eric (o traficante principal) tomar gosto de Schmidt.
Schmidt consegue se enturmar com os populares e acaba se interessando amorosamente pela amiga de Eric, a Molly (Brie Larson), enquanto Jenko torna-se amigo dos nerds em suas aulas de química, e a professora Ms. Griggs (Ellie Kemper) tem um interesse sexual por ele. Jenko descobre que seus novos amigos conseguem grampear celulares. Schmidt decide dar uma festa em sua casa para ganhar a confiança completa de Eric. Na festa, Jenko aproveita a oportunidade para grampear o telefone de Eric. Apesar de o capitão Dickson ter ordenado-os para não servir álcool e drogas a menores de idade, os agentes compram álcool e roubam drogas confiscadas pela policia. Quando Eric chega com Molly e seus outros amigos, Jenko rouba o celular de Eric junto com seus amigos nerds (que o grampeiam) enquanto Schmidt luta com um traficante rival de Eric.
Schmidt aceita vender drogas junto com Eric, mas na verdade, ele as dá ao capitão Dickson para serem confiscadas. Enquanto estava na casa de Eric, Schmidt convida Molly para baile enquanto Jenko escuta através do telefone grampeado de Eric. Ele também fala insultos a Jenko para Eric enquanto Jenko ainda escutava. Schmidt e Jenko descobrem que Eric está fazendo um acordo com outro grupo de traficantes em breve. Quando Eric sai com a pista deles, Jenko vai atrás, e chama Schmidt para segui-lo. Eles vêem que Eric está lidando com os motoqueiros do início da história, mas são forçados a fugir quando Domingo vê-los. De volta à escola, Jenko acusa Schmidt por ter insultado-o na noite seguinte, possivelmente arruinando o caso. Jenko e Schmidt entram no teatro da escola e brigam na peça que seria de Schmidt (que chegou atrasado e roubou o papel de Peter Pan) com Molly, o que resulta na expulsão da escola e demissão da academia 21Jump Street (Anjos da Lei).
Mais tarde naquela noite, brigam enquanto Jenko colocava suas coisas no carro para voltar para casa, ambos são confrontados por Eric e seus amigos, convidando-os para serem seguranças dele na negociação de droga com os motoqueiros que aconteceria no baile. No baile de formatura, eles ficam surpresos ao ver que o fornecedor é o Sr. Walters. Os motoqueiros chegam para o negócio, e Domingo reconhece Schmidt e Jenko como policiais, e manda dois de seus homens para matá-los. No entanto, os dois homens se revelam como sendo do Departamento de Investigações sobre Narcóticos, são os agentes Tom Hanson (Johnny Depp) e Doug Penhall (Peter DeLuise), que faziam parte do programa Jump Street logo quando começou, assim como Schmidt e Janko. Hanson casualmente fala com Schmidt e Jenko durante o a briga, o que dá a Domingo e sua gangue a oportunidade de matar Hanson e Penhall. Um tiroteio entre todos começa. Walters e Eric escapam em uma limusine com Molly como refém, com os motoqueiros em busca deles em outra limusine. Schmidt e Jenko também perseguem todos eles em outra limusine. Jenko cria uma bomba química caseira que aprendeu nas aulas de química para matar os motoqueiros. Schmidt e Jenko, então, enfrentam o Sr. Walters, que atira em Schmidt, e Jenko salta em frente Schmidt, salvando sua vida ao levar um tiro no braço e no peito, que estava protegido por um colete à prova de balas. Schmidt atira na virilha de Walters, cortando seu pênis. A dupla prende Waters e Eric com sucesso. Schmidt faz as pazes com Molly e dois se beijam. Eles são recontratados pela 21 Jump Street (Anjos da Lei), onde Dickson dá-lhes uma nova missão, desta vez na universidade, para a vibração de Schmidt, e para espanto de Jenko.

## Elenco

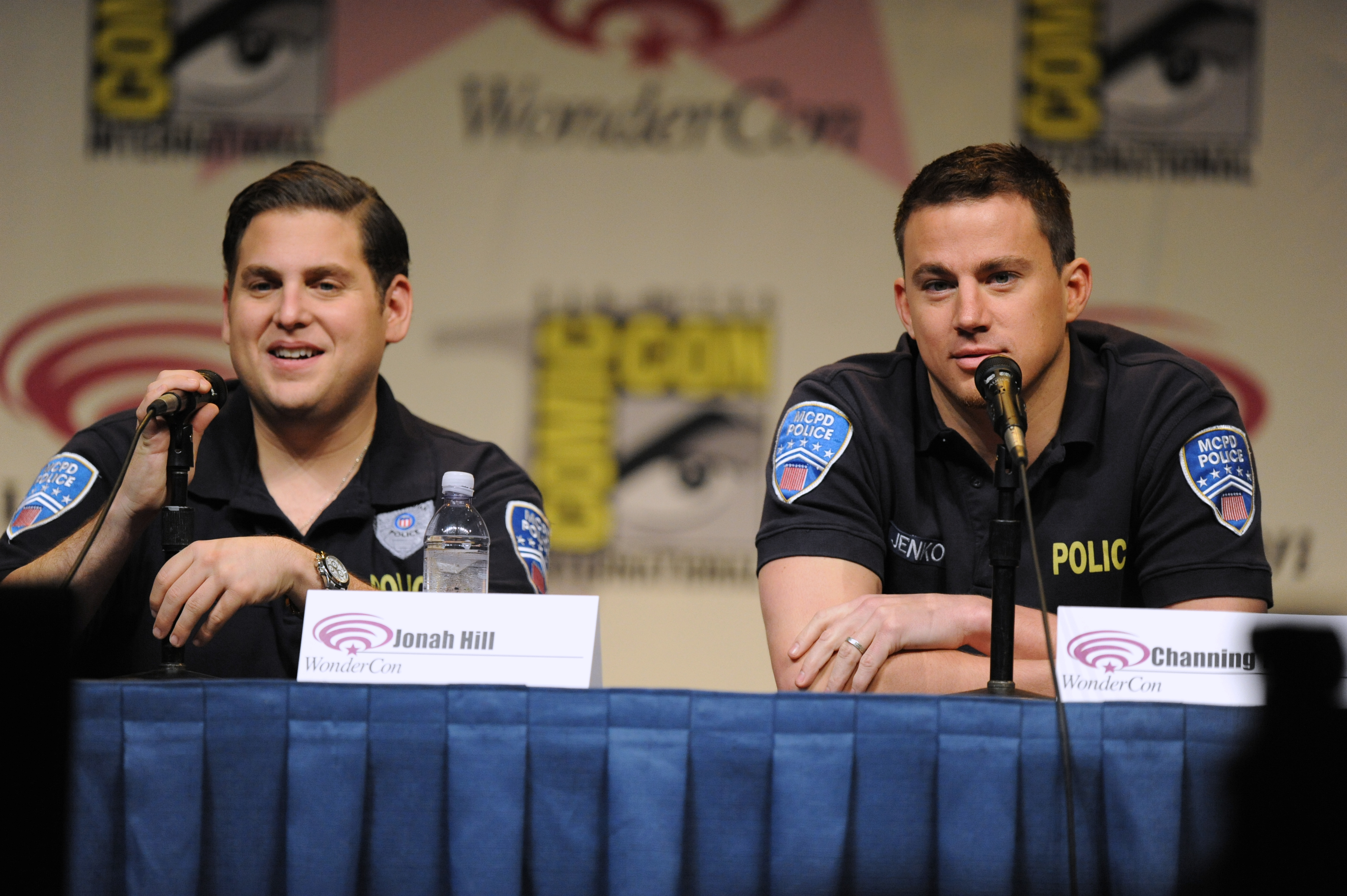
Hill e Tatum promovendo o filme
na WonderCon em 2012

- Jonah Hill como Morton Schmidt/Doug McQuaid[4]
- Channing Tatum como Greg Jenko/Brad McQuaid[5]
- Brie Larson como Molly[6]
- Dave Franco como Eric Molson[7]
- Rob Riggle como Sr. Walters[8]
- DeRay Davis como Domingo
- Ice Cube como Capitão Dickson[9]
- Ellie Kemper como Sra. Griggs[10]
- Chris Parnell como Sr. Gordon
- Caroline Aaron como Annie Schmidt
- Dax Flame como Zack
- Jake Johnson como Principal Dadier
- Nick Offerman como Capitão Hardy

## Produção e idealização
Em maio de 2008, a Columbia Pictures confirmou que uma versão cinematográfica da série estava em desenvolvimento. Jonah Hill reescreveu um script do roteirista Joe Gazzam e na produção executiva do filme, assim como protagonista no filme. Johnny Depp confirmou em uma entrevista para Pirates of the Caribbean: On Stranger Tides que sua aparição já foi filmada. Em maio de 2009, Jonah Hill disse que desejaria que Rob Zombie dirigisse o filme. Jonah Hill descreveu a adaptação para o cinema como sendo um "filme insano, próprio Bad Boys e tipo John Hughes" Em 21 de dezembro de 2009 foi anunciado que a Columbia Pictures está em negociações com os diretores de Cloudy with a Chance of Meatballs, Phil Lord e Chris Miller, para dirigir o filme que será estrelado por Jonah Hill, que também é produtor executivo. Channing Tatum vai estrelar ao lado de Hill na adaptação para o cinema. Dave Franco também ganhou um papel no filme, e por isso tem Dakota Johnson.

### As filmagens
O filme foi filmado na cidade de Nova Orleães, Luisiana, Estados Unidos, embora os cineastas tenham tomado medidas complexas para disfarçar o local e deixá-lo como uma cidade cenográfica. Eles substituíram os sinais de ruas, cartazes, propagandas e nomes de empresas, que foram digitalmente removidos (exceto o reconhecível local RTA), como também evitara, para filmar em locais com patrimônios ícones de Nova Orleans. A escola principal usada como início para a Escola "Sagan" ficcional foi Riverdale High School (Jefferson Parish, Louisiana). As fotos de bebê de Hill utilizadas no filme foram imagens reais de Hill quando criança.

### Trilha sonora
Um total de 21 músicas foram licenciadas para utilização no filme. Apesar disso, nenhuma música da trilha sonora foi lançada como música do filme. Uma versão modernizada de música da série de televisão original que deu nome ao filme, feita por Rye Rye e Esthero foi lançada como single no iTunes Store.

## Lançamento
A estréia de 21 Jump Street ocorreu em 12 de março de 2012, na  em Austin, Texas Paramount Theatre. O filme foi lançado nos cinemas em 16 de março de 2012.

### Bilheteria
O filme liderou as bilheterias de cinemas americanos, com 13,2 milhões de dólares em seu dia de abertura. Durante o fim de semana, o filme arrecadou U$ 35 milhões, ultrapassando The Lorax que detinha o mesmo valor para as duas primeiras semanas.
O filme arrecadou U$ 138.447.667,00 na América do Norte, e U$ 63.137.661 em outros países, para um total mundial de U$ 201.585.328 que também é o filme de maior bilheteria sob o gênero da "Comédia Escolar".

### Home media
21 Jump Street foi lançado em DVD e Blu-ray no Canadá e nos Estados Unidos em 26 de junho de 2012, e foi lançado no Reino Unido em 9 de julho de 2012.

## Continuação
No dia 17 de março de 2012, a Sony Pictures anunciou uma sequência do filme, que seria novamente desenvolvido por Bacall. Hill e Tatum são esperados para retornar a estrelar o filme. Eles também serão os produtores executivos, ao lado de produtor Neal H. Moritz. 22 Jump Street foi lançado em 2014.